# Kevin Vechiatto
Kevin Anderson Vechiatto da Silva (Guarulhos, 12 de julho de 2006) é um ator, youtuber e comediante brasileiro, conhecido por Ninguém Tá Olhando, Turma da Mônica: Laços, Turma da Mônica - A Série,  Turma da Mônica: Lições e Cúmplices de um Resgate.

## Carreira
Começou em 2014, em Os Amigos, interpretando o personagem Jorge. Depois, em 2015, estreou na TV, em Cúmplices de um Resgate como Felipe Vaz, depois atuou como Nicolau, na primeira fase de O Rico e o Lázaro.
Em 2017, foi escalado para interpretar Cebolinha, no filme Turma da Mônica: Laços.

## Filmografia

### Televisão
| Ano     | Título                   | Personagem       | Notas                       |
| ------- | ------------------------ | ---------------- | --------------------------- |
| 2015–16 | Cúmplices de um Resgate  | Felipe Vaz       |                             |
| 2017    | O Rico e o Lázaro        | Nicolau (jovem)  | Episódios: "13–14 de março" |
| 2019    | Ninguém Tá Olhando       | Querubim Angelus |                             |
| 2020    | Boca a Boca              | Quim Malta       |                             |
| 2020    | Onisciente               | Julinho Costa    | Episódio: "3"               |
| 2022    | Irmandade                | Antônio Gomes    | Episódio: "Que Nem Lixo"    |
| 2022    | Turma da Mônica: A Série | Cebolinha        |                             |

### Cinema
| Ano  | Título                              | Personagem                                    | Notas                   |
| ---- | ----------------------------------- | --------------------------------------------- | ----------------------- |
| 2014 | Os Amigos                           | Jorge                                         |                         |
| 2019 | A Placa de Rubi: O Final            | Garoto no parquinho                           | Curta-metragem          |
| 2019 | Turma da Mônica: Laços              | Cebolácio Menezes da Silva Júnior (Cebolinha) | [ 2 ] [ 4 ] [ 5 ] [ 6 ] |
| 2021 | Turma da Mônica: Lições             | Cebolácio Menezes da Silva Júnior (Cebolinha) |                         |
| 2021 | Garota da Moto                      | Nicolas Souza Sales de Albuquerque (Nico)     |                         |
| 2021 | Agentes Nada Secretos               | Apocalypso                                    |                         |
| 2023 | Tá Escrito                          | Inácio                                        |                         |
| 2024 | Empirion: Uma Aventura com Einstein | Zé Coelho                                     |                         |

## Prêmios e Indicações
| Ano  | Prêmio     | Categoria                     | Indicação               | Resultado |
| ---- | ---------- | ----------------------------- | ----------------------- | --------- |
| 2022 | SEC Awards | Melhor Ator Nacional em Filme | Turma da Mônica: Lições | Indicado  |